# ABLIM1
ABLIM1‏ (Actin binding LIM protein 1) هوَ بروتين يُشَفر بواسطة جين ABLIM1 في الإنسان.